# IC 1451
IC 1451 је спирална галаксија у сазвјежђу Водолија која се налази на листи објеката дубоког неба у Индекс каталогу.
Деклинација објекта је - 10° 22' 13" а ректасцензија 22h 46m 7,4s. Привидна величина (магнитуда) објекта IC 1451 износи 14,2 а фотографска магнитуда 14,9. IC 1451 је још познат и под ознакама MCG -2-58-2, PGC 69684.